# Moringa ovalifolia
Moringa ovalifolia ist eine Pflanzenart aus der Gattung Moringa innerhalb der monogenerischen Familie der Bennussgewächse (Moringaceae).

## Beschreibung

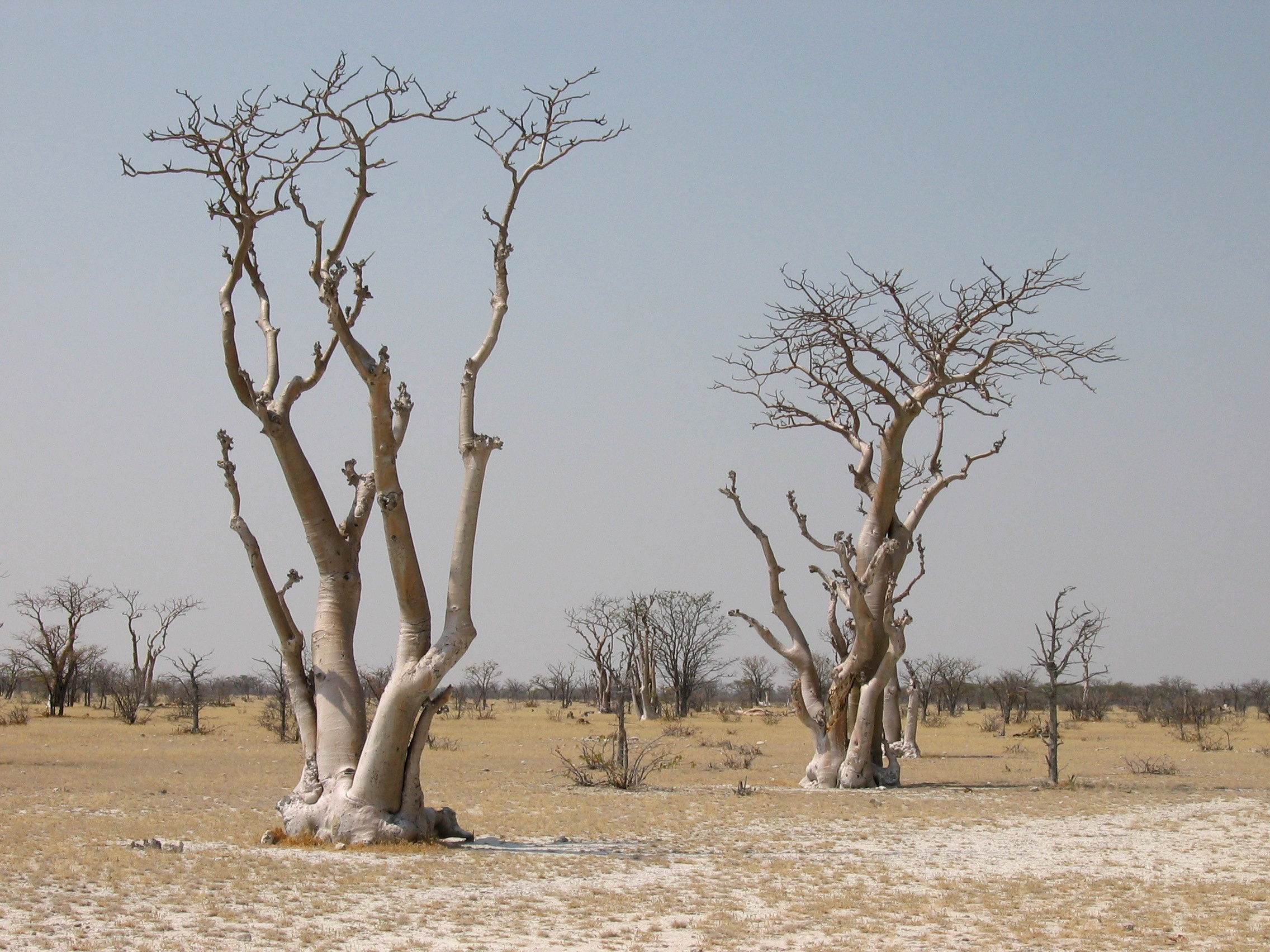
Habitus im „Märchenwald“ in Namibia

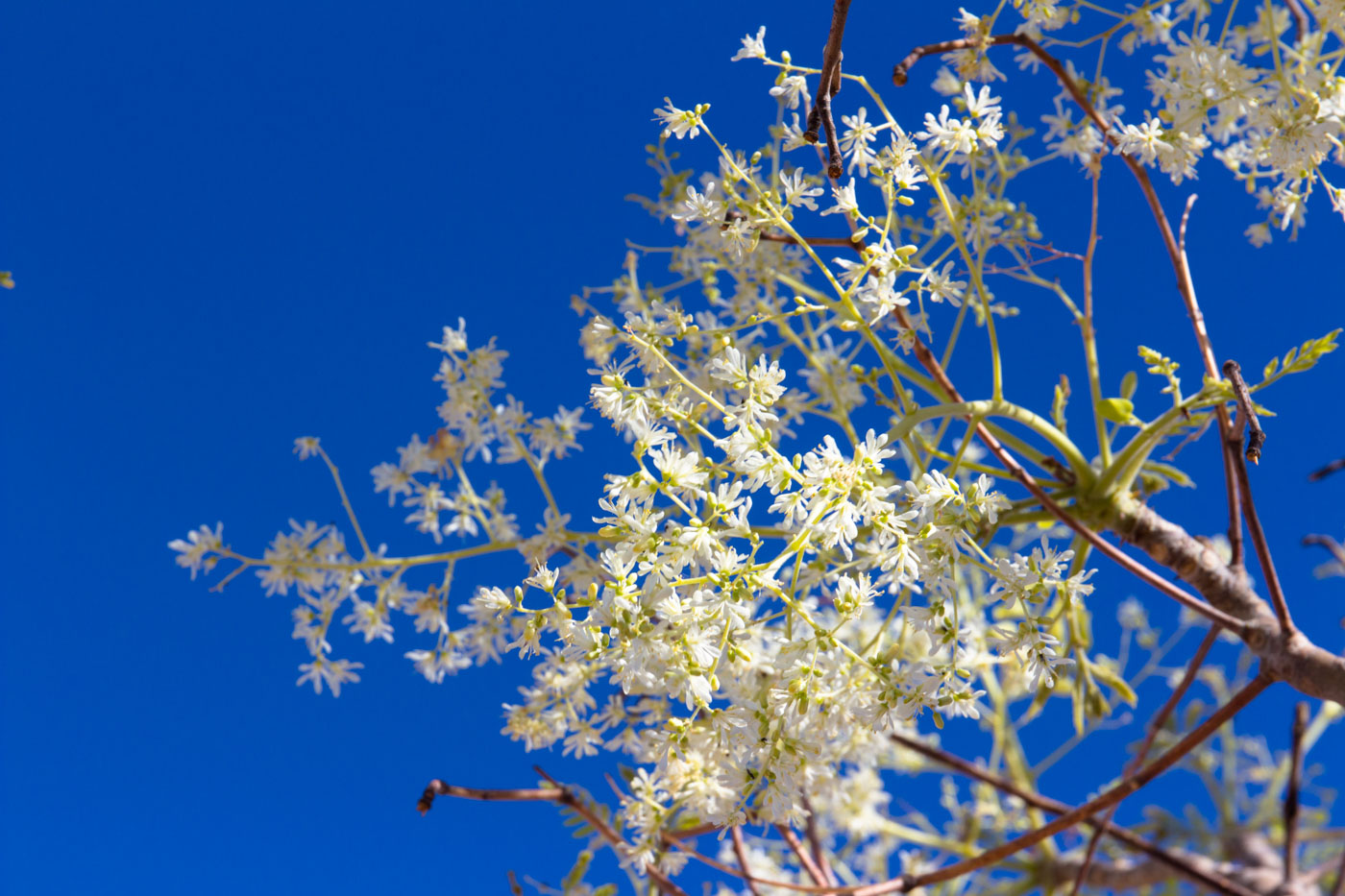
Zweig mit Blütenständen

### Vegetative Merkmale
Moringa ovalifolia ist ein auffälliger, laubabwerfender Baum und erreicht Wuchshöhen von 2 bis zu 7 Metern. Der sukkulente, stark angeschwollene und weichholzige (pachycaule) Stamm erreicht einen Durchmesser von etwa 1 Meter, der sich flaschenförmig nach oben verjüngt ("Flaschenbaum"). Auch die Äste sind sukkulent und verdickt. Seine Borke ist glatt und braun bis silbern-kupferfarben oder blass-grau bis weißlich. Er ist harzhaltig. Die Wurzeln sind fleischig.
Die wechselständig und an den Zweigenden gehäuft angeordneten Laubblätter sind in Blattstiel und -spreite gegliedert und insgesamt 50 bis 80 Zentimeter lang sowie 40 bis 60 Zentimeter breit. Die Blattspreite ist zweifach unpaarig gefiedert mit vier bis sieben paaren Fiedern erster Ordnung und sieben bis neun Paaren von gegenständig angeordneten Fiederblättern zweiter Ordnung. Die knapp 1 Zentimeter lang gestielten Fiederblätter sind bei einer Länge von 2 bis 5 Zentimetern sowie einer Breite von 1,4 bis 4 Zentimetern oval mit herzförmiger Basis. Die Fiederblätter sind auf der Oberseite kahl und auf der Unterseite filzig behaart. Die Nebenblätter bilden 3 Millimeter lange, sichelförmige Drüsen.

### Generative Merkmale
In einem 40 bis 50 Zentimeter langen, verzweigten rispigen Blütenstand sind viele Blüten enthalten. Der Blütenstiel ist mit einer Länge von etwa 2 Millimetern relativ kurz.
Die zwittrige Blüte ist bei einem Durchmesser von etwa 3 Millimetern nur schwach zygomorph mit doppelter Blütenhülle. Die kronblattartigen Kelchblätter sind etwa 4 Millimeter lang sowie etwa 1 Millimeter breit und weiß mit grünen Basen. Die vier oder fünf weißen Kronblätter sind 4 bis 6,5 Millimeter lang. Abwechselnd mit den fünf Staubblättern stehen fünf Staminodien. Wie typisch in Sektion Donaldsonia ist der Blütenbecher kurz tassenförmig und der Fruchtknoten oberständig.
Die hängenden, dreikantigen, bei Reife grau-braunen Kapselfrüchte weisen eine Länge von 20 bis 25 Zentimetern sowie eine Breite von 2 bis 2,5 Zentimetern auf; sie öffnen sich mit drei Fruchtklappen und entlassen die Samen. Ihre braunen Samen sind etwa 1 Zentimeter groß und dreiflügelig.

## Phänologie und Ökologie
Im südlichen Afrika reicht die Blütezeit hauptsächlich von November bis Mai. Die Früchte reifen im südlichen Afrika von Oktober bis Mai.
Die Laubblätter und Früchte von Moringa ovalifolia werden von Elefant, Kap-Giraffe (Giraffa giraffa giraffa) und Springbock-Arten gefressen. Borke, Holz und unterirdische Pflanzenteile werden von kleinen Haustieren und vom Stachelschwein gefressen.

## Vorkommen
Moringa ovalifolia kommt von Zentral-Namibia (Etoscha-Pfanne und Namib-Naukluft-Park) bis ins südwestliche Angola vor und hat damit ein von den anderen Arten der Gattung isoliertes Verbreitungsgebiet. Meist wächst sie in sehr felsigem Gelände und an steinigen Hängen. In Namibia gedeiht sie im so genannten „Märchenwald“ des Etoscha-Nationalparks auch in der Ebene. Moringa ovalifolia gedeiht in ariden Gebieten meist auf steinigen Hängen oder seltener in sandigen Ebenen.

## Taxonomie
Die Erstbeschreibung von Moringa ovalifolia erfolgte 1914 durch Moritz Kurt Dinter und Alwin Berger in Dinter: Neue und wenig bekannte Pflanzen Deutsch-Südwest-Afrikas, 45. Das Artepitheton ovalifolia bezieht sich auf die ovalen Fiederblätter.